# Brad Ausmus
Bradley David Ausmus (New Haven, Connecticut, 14 de abril de 1969) es un exbeisbolista estadounidense. Su posición habitual era receptor.

## Trayectoria
Debutó el año 1993 con San Diego Padres, y posteriormente prestó sus servicios a Detroit Tigers (1996, 1999-2000) y Houston Astros (1997-1998, 2001-2008). Terminó su carrera para Los Angeles Dodgers (2009-2010).
Con Houston Astros participó en cinco series divisionales y dos de campeonatos por la Liga Nacional, más una Serie Mundial en 2005. Asimismo, fue reconocido en tres ocasiones con el Guante de Oro en la posición de receptor (2001, 2002 y 2006).